# Mona Lisa Smile
Mona Lisa Smile là bộ phim chính kịch được sản xuất bởi Revolution Studios và Columbia Pictures liên kết với nhà sản xuất phim Red Om Films, đạo diễn là Mike Newell, kịch bản được viết bởi Lawrence Konner và Mark Rosenthal, và dàn diễn viên Julia Roberts, Kirsten Dunst, Maggie Gyllenhaal, và Julia Stiles. Tên bộ phim đề cập đến Mona Lisa, bức họa nổi tiếng của danh họa Leonardo da Vinci và bài hát cùng tên của Nat King Cole, do Seal trình bày trong phim. Phim mang lại cho diễn viên Julia Roberts khoản tiền 25 triệu đô-la Mỹ—số tiền cao nhất của một nữ diễn viên vào thời điểm trên.
Phim mở màn ở vị trí thứ hai tại phòng vé Bắc Mỹ, với 11.528.498 USD, đứng sau The Lord of the Rings: The Return of the King. Phim thu về tổng cộng 141.337.989 đô-la Mỹ trên toàn cầu.

## Diễn viên
- Julia Roberts vai Katherine Ann Watson
- Kirsten Dunst vai Elizabeth "Betty" Warren (Jones)
- Julia Stiles vai Joan Brandwyn (Donegal)
- Maggie Gyllenhaal vai Giselle Levy
- Annika Marks vai học sinh môn lịch sử nghệ thuật
- Ginnifer Goodwin vai Constance "Connie" Baker
- Dominic West vai Bill Dunbar
- Juliet Stevenson vai Amanda Armstrong
- Marcia Gay Harden vai Nancy Abbey
- John Slattery vai Paul Moore
- Marian Seldes vai President Jocelyn Carr
- Ebon Moss-Bachrach vai Charlie Stewart
- Topher Grace vai Tommy Donegal
- Jordan Bridges vai Spencer Jones
- Laura Allen vai Susan Delacorte
- Emily Bauer vai học sinh môn lịch sử nghệ thuật
- Tori Amos vai wedding singer
- Lisa Roberts Gillan vai Miss Albini
- Krysten Ritter vai học sinh
- Lily Rabe vai học sinh môn lịch sử nghệ thuật
- Terence Rigby vai Dr. Edward Staunton

## Nhạc phim
1. "Mona Lisa" – Seal (3:11)
2. "You Belong to Me" – Tori Amos (3:03)
3. "Bewitched, Bothered and Bewildered" – Celine Dion (2:45)
4. "The Heart of Every Girl" – Elton John (3:40)
5. "Santa Baby" – Macy Gray (3:29)
6. "Murder, He Says" – Tori Amos (3:22)
7. "Bésame Mucho" – Chris Isaak (2:46)
8. "Secret Love" – Mandy Moore (3:40)
9. "What'll I Do" – Alison Krauss (3:12)
10. "Istanbul (Not Constantinople)" – The Trevor Horn Orchestra (2:26)
11. "Sh-Boom (Life Could Be a Dream) – The Trevor Horn Orchestra (2:49)
12. "I'm Beginning to See the Light" – Kelly Rowland (1:47)
13. "I've Got the World on a String" – Lisa Stansfield (2:20)
14. "Smile" – Barbra Streisand (4:17)
15. "Suite" – Rachel Portman (5:33)